# Manufacture de Nast
La manufacture de Nast, dite aussi manufacture de la rue Popincourt, est une fabrique de porcelaine dure reprise en 1783 à Paris par Jean Népomucène Hermann Nast, un émigré autrichien naturalisé français.

## Historique
Jean Népomucène Hermann Nast (dit Nast père), arrivé en France en 1778 de la région du Palatinat[réf. nécessaire], achète en 1783 la fabrique de porcelaine fondée en 1780 par Maire (Lemaire, ou Pierre Lamaire) dans la rue de Popincourt.
Avec le succès de sa production et l'aide de ses deux fils, en 1806[réf. nécessaire] (peut-être plus tôt : Auscher dit « peu après 1783 ») il transfère la manufacture au 8 rue des Amandiers-Popincourt dans le 11e arrondissement de Paris.
Il en achète les bâtiments le 30 juillet 1791.
Le chimiste Louis-Nicolas Vauquelin travaille pour la manufacture, ainsi que les sculpteurs Pajou et (vers la fin) Klagmann, et des peintres de Sèvres. On doit notamment à Nast père une nouvelle technique d'application de l'or sur la porcelaine avec l'utilisation de la molette pour les décors en relief,
dont il dépose le brevet en 1810, et la mise au point de nouvelles couleurs. Parmi celles-ci, le vert de chrome (dit vert Empire), pouvant supporter les températures extrêmes de cuisson, est créé par Nast avec le chimiste Louis-Nicolas Vauquelin[réf. nécessaire], qui vient de découvrir en 1797 l'élément chrome.
La manufacture réalise ses porcelaines pour la haute société française, plusieurs cours d'Europe et crée également un des plus anciens services de porcelaine pour la Maison-Blanche en 1814.
Après la mort de Nast père en 1817, la manufacture demeure sous la houlette de ses fils Henri, Jean et François Jean Nast, associés à leur père dès 1811. Visitant l'exposition de 1819, le roi Louis XVIII leur décerne ses éloges : « Je vois avec plaisir le talent passer de père en fils, et je vous engage à le cultiver ». François Jean Nast poursuit seul l'exploitation à partir de 1831.[réf. nécessaire]

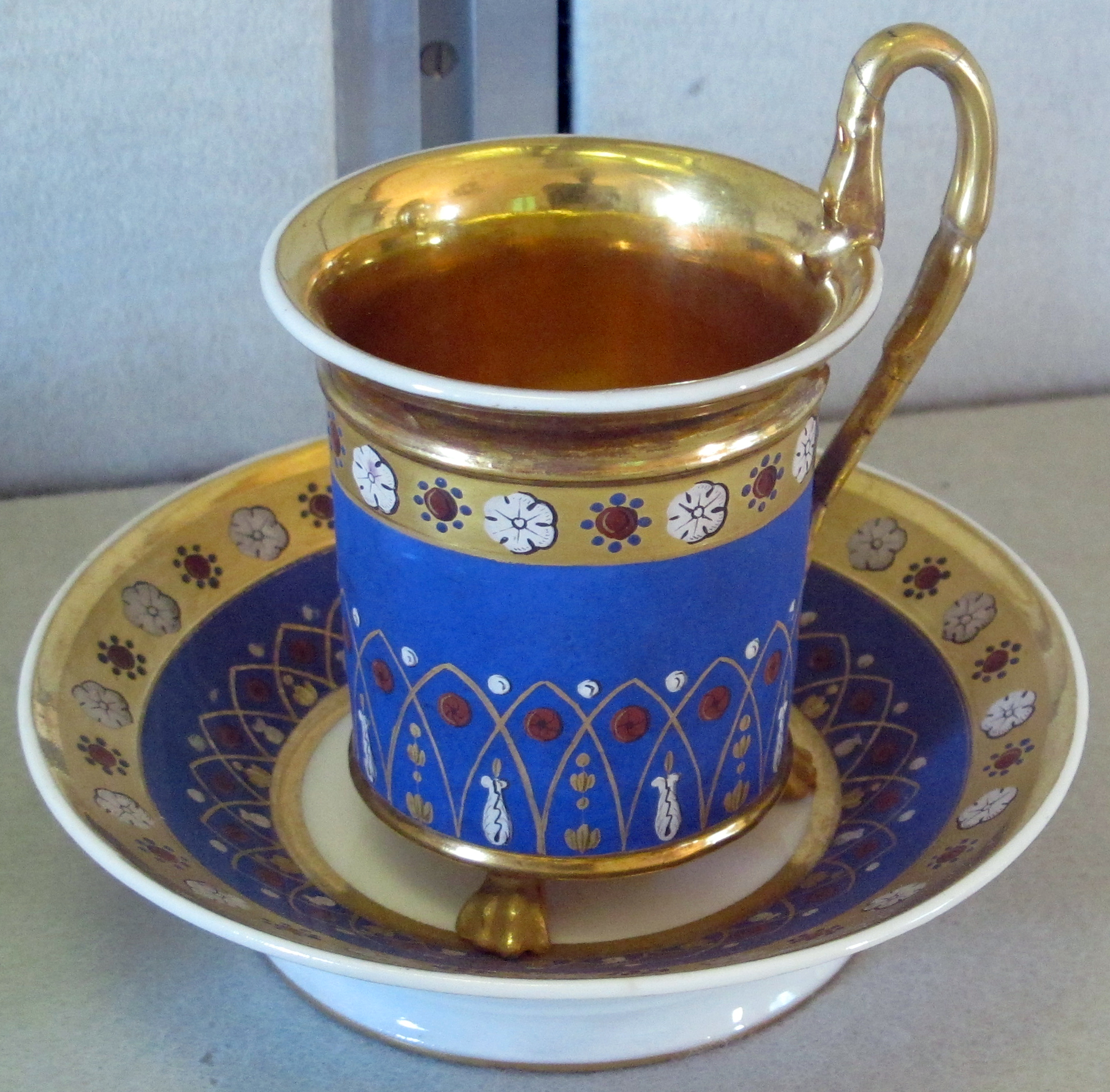
Tasse et soucoupe, 1810-1815 musée de porcelaine de Florence
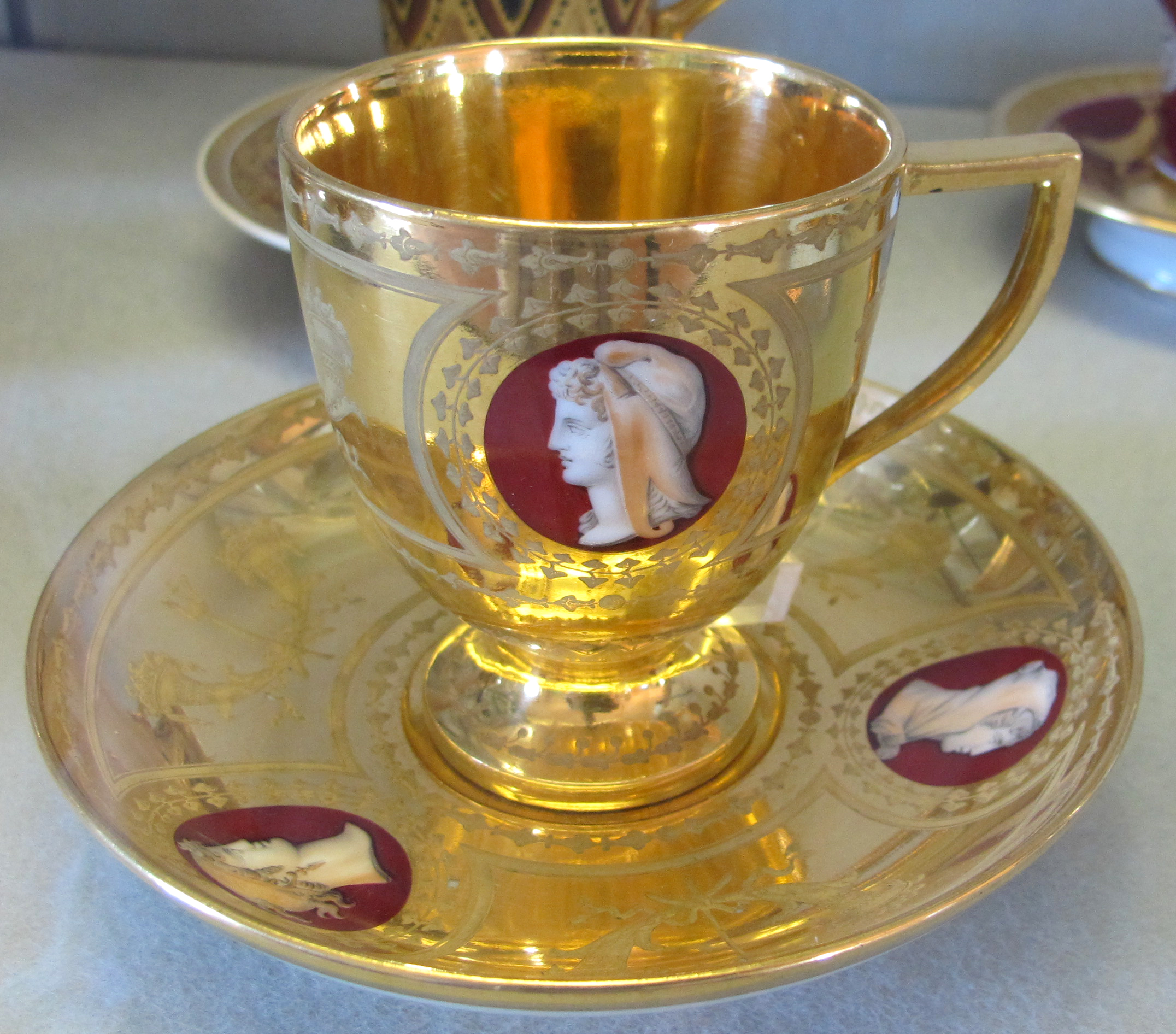
Tasse et soucoupe, 1810-1815 musée de porcelaine de Florence
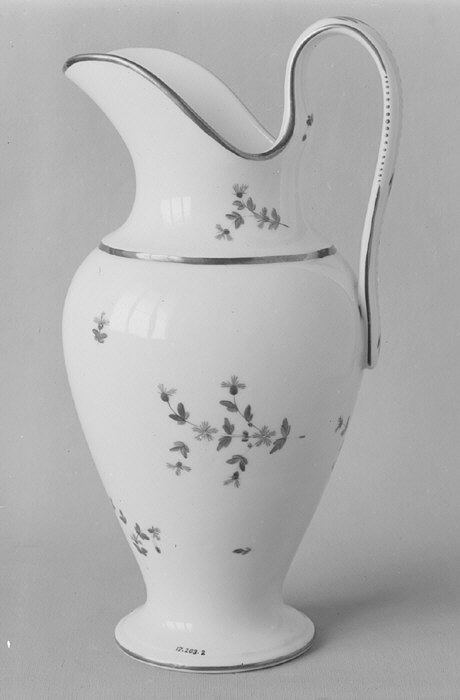
Picher, MET, New York
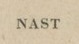
Unique marque de fabrique, en rouge à la vignette

En 1835, François Jean Nast vend le fonds à la Ville de Paris, qui y ouvre une école convertie ensuite en maison de secours. En août 2016, l'endroit est toujours occupé par une permanence d'action sociale.